# الکساندر یودین
الکساندر یودین (انگلیسی: Aleksandr Yudin; ۲۳ اوت ۱۹۴۹ – ۱۹۸۶ (۳۶−۳۷ سال)) دوچرخه‌سوار اهل اتحاد جماهیر سوسیالیستی شوروی بود.